# Alto Gállego
L' Alto Gállego (in aragonese: Alto Galligo) è una delle 33 comarche dell'Aragona, con una popolazione di 13 457 abitanti; suo capoluogo è Sabiñánigo.
La comarca, che è situata nel nord dell'Aragona e occupa la parte alta del corso del fiume Gállego, confina ad ovest con la comarca della Jacetania, ad est con le comarche di Sobrarbe e Somontano de Barbastro, a sud con la comarca della Hoya de Huesca e al nord con Francia.
Amministrativamente fa parte della provincia di Huesca, che comprende 10 comarche, mentre storicamente faceva parte della Jacetania, essendo il nucleo originale dell'antica contea di Aragona.